# Hugo I Cypryjski
Hugo I Cypryjski, Hugo I de Lusignan (ur. 1194 lub 1195, zm. 10 stycznia 1218, w Trypolisie) – król Cypru 1205–1218.
Syn Amalryka II de Lusignan i jego pierwszej żony - Eschiwy d'Ibelin. W 1210 poślubił Alicję z Szampanii - córkę z drugiego małżeństwa swojej macochy - Izabeli Jerozolimskiej, z Henrykiem z Szampanii. Para miała troje dzieci:
1. Marię (1215-1254), która poślubiła Walter de Brienne i była matką Hugona de Brienne (ok. 1240-1296), hrabiego Lecce i Brienne,
2. Henryka I (1217-1253), króla Cypru od 1218 (jego matka Alicja była regentką),
3. Izabelę de Lusignan (1216-1264), która poślubiła Henryka z Antiochii i była matką Hugona III.